# إدوارد والاس موير جونيور
إدوارد والاس موير جونيور (بالإنجليزية: Edward Wallace Muir, Jr.)‏ هو مؤرخ أمريكي، ولد في 2 ديسمبر 1946.